# Loire 102
Dimensions
Le Loire 102 est un prototype d’hydravion à coque de transport civil, réalisé en France par Loire Aviation durant l’entre-deux-guerres.

## Conception
Le Loire 102 a été conçu pour servir d'avion postal sur la route de l'Atlantique Sud entre l'Afrique de l'Ouest et le Brésil. Le prototype (immatriculé F-AOVV et baptisé Bretagne) a volé pour la première fois le 12 mai 1936. Il s'agissait d'un hydravion avec une coque à deux étages sur laquelle se trouvait une superstructure avec une cabine de contrôle et des compartiments pour l'équipage. Dans la coque avant se trouvait une cabine pour quatre passagers, et à l'arrière se trouvaient des soutes pour le courrier, les bagages et d'autres cargaisons. Il possédait une aile haute contreventée sur laquelle se trouvaient quatre Hispano-Suiza 12Xirs en tandem (en configuration tracteur/pousseur). Il possédait à l'origine deux empennages verticaux, mais ceux-ci ont été remplacés par une seule grande dérive et un seul gouvernail.
L'avion présentait de graves problèmes de vibrations, ainsi que des problèmes de stabilité directionnelle apparus en raison de la taille insuffisante des ailerons et gouvernail, qui ne purent être résolus et le Bretagne fut démantelé en 1938 sans avoir été mis en service.